# Gonoreta opacifinis
Gonoreta opacifinis is een vlinder uit de familie eenstaartjes (Drepanidae). De wetenschappelijke naam van deze soort is voor het eerst geldig gepubliceerd in 1965 door Watson.
De soort komt voor in tropisch Afrika.